# Pseudophilautus wynaadensis
Espèce
Synonymes
- Phyllomedusa wynaadensis Jerdon, 1854
- Philautus wynaadensis (Jerdon, 1854)

Statut de conservation UICN

 EN B1ab(iii) : En danger
Pseudophilautus wynaadensis est une espèce d'amphibiens de la famille des Rhacophoridae.

## Répartition
Cette espèce est endémique du Sud de l'Inde. Elle se rencontre entre 900 et 1 200 m d'altitude dans les États du  Kerala et dans l'ouest du Tamil Nadu.

## Description
Jerdon décrit cette espèce comme mesurant environ 25 mm, d'une couleur brun-rouge et dont les membres sont rayés.

## Étymologie
Son nom d'espèce, composé de wynaad et du suffixe latin -ensis, « qui vit dans, qui habite », lui a été donné en référence au lieu de sa découverte, le district de Wayanad dans le nord du Kerala.

## Publication originale
- Jerdon, 1854 "1853" : Catalogue of Reptiles inhabiting the Peninsula of India. Journal of the Asiatic Society of Bengal, vol. 22, p. 522-534 (texte intégral).